# Fangxi (sockenhuvudort i Kina, Zhejiang Sheng, lat 28,54, long 120,14)
Fangxi (kinesiska: 方溪, 方溪乡) är en sockenhuvudort i Kina. Den ligger i provinsen Zhejiang, i den östra delen av landet, omkring 190 kilometer söder om provinshuvudstaden Hangzhou. Antalet invånare är 1 830. Befolkningen består av 864 kvinnor och 966 män. Barn under 15 år utgör 12,0 %, vuxna 15-64 år 62 %, och äldre över 65 år 25,0 %.
Runt Fangxi är det ganska tätbefolkat, med 134 invånare per kvadratkilometer. Närmaste större samhälle är Dongdu, 12,0 km nordväst om Fangxi. I omgivningarna runt Fangxi växer i huvudsak blandskog.
Genomsnittlig årsnederbörd är 2 331 millimeter. Den regnigaste månaden är juni, med i genomsnitt 383 mm nederbörd, och den torraste är januari, med 67 mm nederbörd.